# أتسوشي كوروكاوا
أتسوشي كوروكاوا (باليابانية: 黒川 淳史) (مواليد 4 فبراير 1998)، هو لاعب كرة قدم سابق كان يلعب كلاعب وسط.

## وصلات خارجية
- أتسوشي كوروكاوا على موقع رابطة كرة القدم اليابانية للمحترفين (اليابانية)
- أتسوشي كوروكاوا على موقع قاعدة بيانات كرة القدم.إي يو (الإنجليزية)
- أتسوشي كوروكاوا على موقع Soccerway.com (الإنجليزية)
- أتسوشي كوروكاوا على موقع عالم كرة القدم.نت (الإنجليزية)